# Кампалто (Ливорно)
Кампалто је насеље у Италији у округу Ливорно, региону Тоскана.
Према процени из 2011. у насељу је живело 38 становника. Насеље се налази на надморској висини од 100 м.